# Victor Berg
Knut Victor Berg född 24 februari 1836 i Stockholm, död 8 mars 1913 var en svensk grosshandlare. Mellan år 1850 och 1851 var Victor Berg elev vid Schwanbecks handelsinstitut i Rostock, Tyskland. År 1860 fick han burskap som grosshandlare i Stockholm. 1874 startade han agenturverksamhet med aktiebolaget Victor Berg och var bland annat ombud för Friedrich Krupp i Essen, Tyskland med handel av stål och koppar i fokus.